# Boshuisengasthuis
Het Boshuisengasthuis is een rijksmonument in de stad Leeuwarden in de Nederlandse provincie Friesland.

## Geschiedenis
Het gasthuis werd in 1652 gesticht door Anna van Eysinga (1594-1655), lid van de familie Van Eysinga. Ze was de weduwe van Philip van Boshuizen (1584-1652), grietman van het Bilt.
Op de zijmuren van de buitenpoort staat het opschrift: Het geen hier staet, uijt nijt oft haet doch niet beschout. Tot armoedts hulp en weduws troost is het geboudt. De poort bevond zich tot 1830 in de ringmuur van het Jacobijnerkerkhof. Boven de ingang onder het fronton is het wapen van Boshuisen aangebracht. In het fronton van het binnenpoortje staan de initialen AVE en het bouwjaar MDCLII (1652). Het geeft toegang tot de binnenplaats. In de 20e eeuw werden kamers samengevoegd en verbouwd tot woningen.

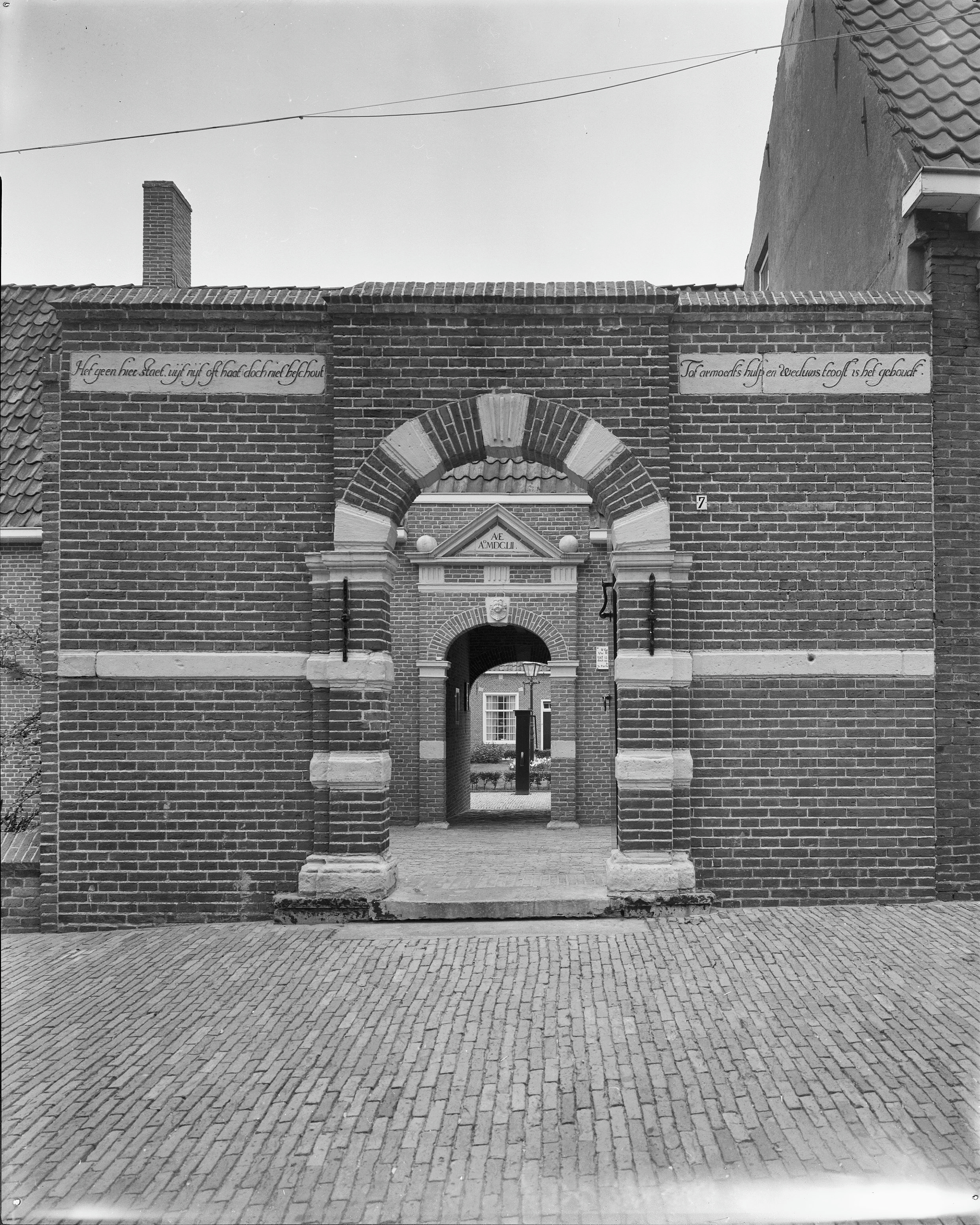
Buitenpoort
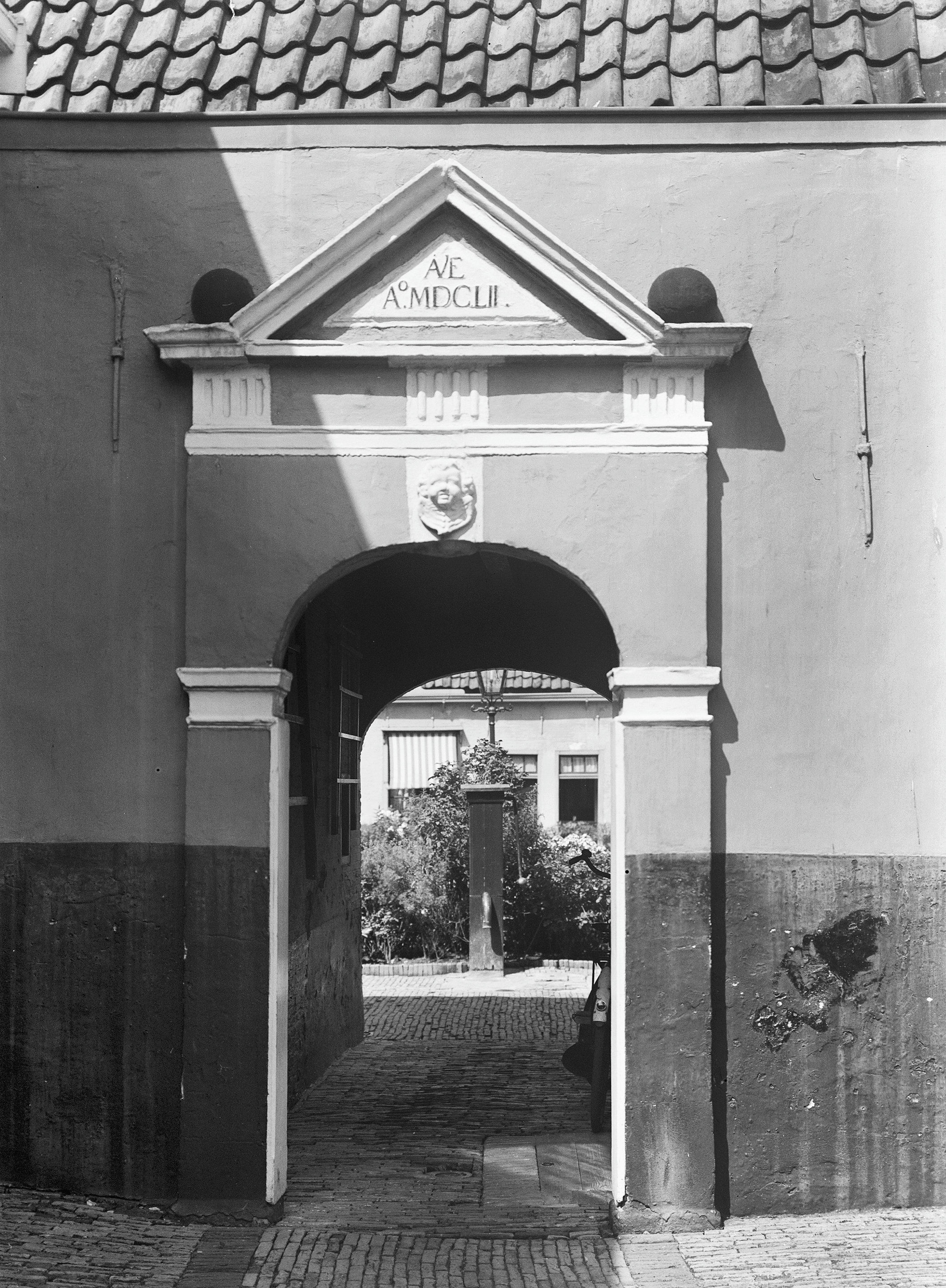
Binnenpoort